# Титаник Делюкс
«Титаник Делюкс» — главный стадион футбольного центра имени Хусейна Айгюна (тур. Titanic Deluxe — Hüseyin Aygün Football Center) расположенного при гостиничном комплексе «Титаник Делюкс Белек Отель» в посёлке Кадрие в Турции, в пригороде курорта Белек в иле Анталья под одноименным городом.
события
В 2012 году на стадионе прошло 3 матча чемпионата Европы по футболу среди девушек до 19 лет.
В январе 2016 года на полях комплекса были проведены матчи немецких команд в рамках дней Бундеслиги в футбольном центре Хусейн Айгюн.
С 23 января по 3 февраля по 2018 года сборная Кореи провела сбор перед чемпионатом мира, который прошёл в России.
21 февраля 2019 года стадион принял матч между сборными Казахстана и Молдавии 
С 19 по 24 января 2020 сборная Турции (до 17 лет) провела тренировочный сбор.
Многие иностранные футбольные клубы в перерыве в связи с чемпионатом мира по футболу 2022 года провели здесь дополнительные сборы.
Команды проводившие сборы на полях футбольного центра
- Германия: Штутгарт[6]
- Латвия: Лиепая[5]
- Нидерланды: Фортуна (Ситтард)[7]
- Россия: Крылья Советов (Самара)[8]
- Турция: Галатасарай[5], Гиресунспор[5], Кайсериспор[5]
- Украина: Динамо (Киев)[9]

## Основные сведения
- Главный стадион комплекса имеет трибуну с сидячими местами с западной стороны, а его вместимость составляет 2000 зрителей
- 4 футбольных поля с натуральным покрытием, отвечающим стандартам ФИФА в футбольном центре имени Хусейна Айгюна:
  - размеры: 105 х 68 м. (2 поля), 120 х 70 м. (2 поля)
  - натуральная трава лолиум и бермудская трава
  - система дренажа и орошения
  - освещение
- 1 тренировочное футбольное поле с натуральным покрытием в отеле «Титаник Делюкс Белек Отель» размером 104 х 64 м.

## Матчи с участием сборных
| 18 января 2022 товарищеский матч | Молдова                      | 2:3   | Уганда                                    |                 |
| 18:00 мск                        | Мадриченко 10′ · Платика 13′ | отчёт | 34′ (пен.), 74′ (пен.) Кадду · 64′ Кариса | Судья: Озчигдем |

| 12 января 2022 товарищеский матч | Исландия      | 1:1   | Уганда           |                    |
| 18:00 мск                        | Бёдварссон 6′ | отчёт | 31′ (пен.) Кадду | Судья: Ясар Угурлу |

| 21 февраля 2019 товарищеский матч | Казахстан    | 1:0   | Молдова |                                            |
| 17:00 мск                         | Омиртаев 61′ | отчёт |         | Зрителей: 500 Судья: Манфредас Лукьянчукас |